# قثاء هندي
قثاء الهند أو قثاء هندي (الاسم العلمي: Aegle marmelos)، هو نبات ينتمي إلى سذابية (فصيلة: Rutaceae).هي شجرة زراعية متوسطة الارتفاع والحجم،
كثيرة الأفناد والأفنان، وهي منتشرة جدًا في شبه الجزيرة الهندية حيث تزرع غالبًا على مقربة من المعابد. ثمارها مستديرة بحجم البرتقال،
لحمية، عطرية جدًا لُبابية لُعابية جدًا. لُبها زكي الرائحة يُرَبَّب. عصيرها حامض مر. قشر الثمار قابض يستخرج منه مادة صباغية صفراء اللون. تحتوي
الثمرة على عدة بزور وتُصبح صلبة جدًا عندما تجف وهي تُشكل نوعًا من الترياق الذي يُشفي جميع الأمراض بالنسبة للهنود. أما أزهار الشجرة وأوراقها
فلها منافع طبية معروفة من الصينيين والهنود.

## الخصائص
مضادة للديسنتريا والإسهال، شافية للربو والبرونشيت (التهاب القصبات). الهنود يستعملونها جدًا في معالجة الدينستريا
والإسهال ويؤكدون أن نقاعة أوراق الشجرة تُشفي الربو والبرونشيت. ويستعمل الهنود عصير البيلا ضد الهواء الأصفر (الكوليرا).